# Regionaal park Sureste
Het Regionaal Park Sureste (Spaans: Parque regional del Sureste) is een natuurpark in Madrid in Spanje. Het natuurpark werd opgericht in 1994 en is 31552 hectare groot. Het natuurpark omvat heuvels en weiden rond de rivier Jarama.